# 上海美知中国語学校
上海美知中国語学校（美知ミチゴガク）は2004年～設立した中国語学校。美知の名の由来は、美しい知識の頭文字をとったものである。中国教育部のHSK-IBT(ネット試験)公式試験申込会場・試験会場とTCSL対外漢語教員資格(中国語講師資格)認定校＆公式試験会場。

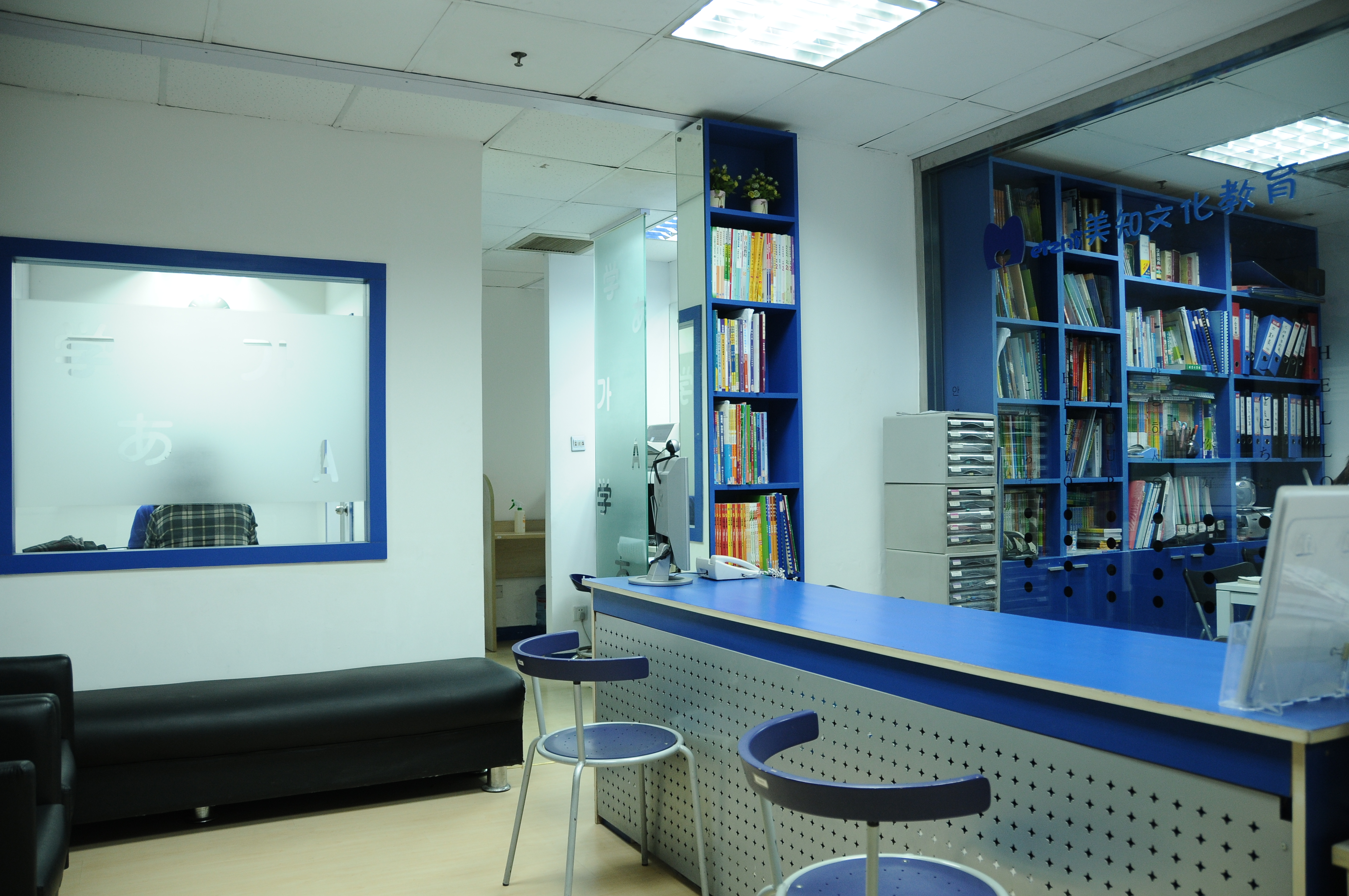
MEIZHI MANDARIN Entrance

## 事業内容
- HSK-IBT(ネット試験)受験受付会場・試験会場
- 中国語・英語・韓国語・日本語を中心とした語学学校の運営
- 上海市内家庭教師・講師派遣業務(一部地域除く)
- 企業向け語学教育及びビジネス研修
- 中国長期・短期留学手配及びサポート
- 中国教育部指定TCSL中国語教師認定校＆公式試験会場
- 語学教育の研究及び学習教材の企画開発
- オンライン中国語・韓国語・英語・日本語ライブレッスン事業
- 通信中国語・韓国語教育
- 電話中国語教育
- 国際友好文化芸術交流事業

## 参考資料
- whenever
- HDwiki:上海美知中国語学校
- en.wikipedia.org：Shanghai meizhi mandarin school